# Walter Bernatzik
Walter Bernatzik (* 3. Mai 1899 in Wien; † 16. September 1953 in Benediktbeuern) war ein österreichischer Bauingenieur für Geotechnik.
Nach seinem Abitur am Realgymnasium in Wien (1915) und dem anschließenden Kriegsdienst (1915–1918) studierte Bernatzik ab 1919 Bauingenieurwesen an der TU Wien. Diese Studium schloss er 1925 mit dem Diplom ab und war danach ab 1926 bei Wayss & Freytag in Düsseldorf und Berlin. 1929 leitete er im Auftrag der türkischen Regierung den Bau eines Damms. 1931 wurde er Assistent von Karl von Terzaghi an der TU Wien, wo er 1932 promoviert wurde. Er arbeitete für die Baufirma Rodio in Mailand hauptsächlich im Bereich Bodeninjektion (an der Seite von Christian Veder) und leitete deren Pariser Erdbaulabor. 1938 war er freiberuflich als beratender Ingenieur tätig, wurde aber schon ein Jahr später 1939 Dozent für Bodenmechanik an der TH Dresden und Geschäftsführer des Erdbau-Instituts. 1941 habilitierte er, 1943 wurde er Professor an der TH Dresden. Ab 1945 leitete er die Niederlassung der Siemens-Bauunion in Innsbruck und hatte ab 1949 ein eigenes Ingenieurbüro samt Labor, das sich auf Bodeninjektionen mit Zement zum Beispiel zur Gründungssanierung spezialisierte. Zwischen 1950 und 1953 war er an der Hennetalsperre Ruhr und am Kraftwerk Hessigheim/Neckar tätig.
1947 veröffentlichte er sein Lehrbuch Baugrund und Physik im Schweizer Druck- und Verlagshaus Zürich.

## Verweise
1. ↑  Rodio war damals ein Freund von Terzaghi und nahm ihm regelmäßig Schüler ab
2. ↑  In den 1930er Jahren neben einer französischen Firma ein Hauptkonkurrent von Giovanni Rodio auf dem Bereich Bodeninjektionen

| Personendaten    | Personendaten                 |
| ---------------- | ----------------------------- |
| NAME             | Bernatzik, Walter             |
| KURZBESCHREIBUNG | österreichischer Bauingenieur |
| GEBURTSDATUM     | 3. Mai 1899                   |
| GEBURTSORT       | Wien                          |
| STERBEDATUM      | 16. September 1953            |
| STERBEORT        | Benediktbeuern                |